# FC Inter Turku
Football Club International Turku, também conhecido por Inter Turku ou apenas FC Inter, é um clube de futebol finlandês, com sede na cidade de Turku.
Manda as suas partidas no Veritas Stadion, com capacidade para 9.372 torcedores. Possui o azul e o preto como cores oficiais (vermelho e branco formam o uniforme reserva), e mantém uma rivalidade com o TPS, com quem divide o estádio.

## História
O Inter Turku foi fundado em 1990 pelo neerlandês Stefan Håkans, dono de uma empresa de rebocadores e de resgates marítimos, provavelmente depois que seu filho Alfons, então com 11 anos, foi impedido de integrar equipes de categoria de base em Turku. 
Inicialmente criado como um time de jovens, fundiu-se com uma equipe com jogadores mais velhos e ingressou na Terceira Divisão finlandesa em 1992. No ano seguinte, ocupa a vaga do Turun Toverit, que desistira por problemas financeiros. Com o treinador Timo Sinkkonen investindo em jovens atletas, o Inter ganharia o acesso à Ykkönen (Segunda Divisão).
Em 1995, conquista o título da Ykkönen e, consequentemente, o acesso à Veikkausliiga, além de ter chegado às semifinais da Copa da Finlândia. Tendo se reforçado com novos jogadores, os Sinimustat deram início ao Dérbi de Turku contra o TPS, conquistando o recorde de público no Campeonato: 8.200 torcedores acompanharam o jogo.
A temporada de 1997 não foi boa para o Inter, que caiu para a Segunda Divisão depois de terminar a Veikkausliiga na última posição. Retornou para a elite do futebol finlandês em 1998, e desde então alternava-se entre o sétimo e o quarto lugar.
Entre 2007 e 2016, foi treinado por Job Dragtsma, ex-auxiliar-técnico do AZ Alkmaar. O primeiro título dos Sinimustat veio em 2008, com uma vitória sobre o FF Jaro no último jogo, repetindo a façanha na Copa da Liga, batendo seu rival TPS por 1 a 0. A conquista da Veikkausliiga levou o clube a disputar a segunda fase da Liga dos Campeões na qual foi eliminado pelo Sheriff (Moldávia), com duas derrotas pelo placar mínimo. Após 9 anos no cargo, Dragtsma deixou o clube em maio de 2016, dando lugar ao auxiliar-técnico Jami Wallenius e, posteriormente, ao ex-jogador Shefki Kuqi, que fez carreira no Reino Unido entre 2001 e 2012 (exceto uma passagem pelo alemão Koblenz na temporada 2009-10) e que havia parado de jogar em 2013 - voltaria aos gramados ainda em 2016, no Lohjan Pallo, time da terceira divisão finlandesa, intercalando as 2 funções.

## Elenco
- Atualizado em 30 de março de 2022 [1]

Legenda
- Capitão
- Jogador Lesionado

## Títulos
- Veikkausliiga  (1): 2008
- Copa da Finlândia de Futebol (2): 2009, 2017–18
- Copa da Liga Finlandesa (1): 2008

## Uniforme
- Uniforme titular: Camisa azul com listras verticais pretas, calção preto e meias pretas.
- Uniforme reserva: Camisa vermelha com detalhes brancos, calção branco e meias brancas.

## Treinadores
| - Anders Romberg (1992) - Timo Sinkkonen (1993–1994) - Hannu Paatelo (1995–1997) - Tomi Jalo (1997–1998) | - Steven Polack (1998) - Timo Askolin (1999–2000) - Pertti Lundell (2001–2002) - Kari Virtanen (2003–2006) | - René van Eck (2006) - Job Dragtsma (2007– 2016) - Jami Wallenius (2016) - Shefki Kuqi (2016–2017) | - Fabrizio Piccareta (2017–2018) - John Allen (2018) - José Riveiro (2018–2021) - Miguel Grau (2022–) |